# Giljarovia trianguloides
Espèce
Giljarovia trianguloides est une espèce d'opilions dyspnois de la famille des Nemastomatidae.

## Distribution
Cette espèce est endémique de Russie. Elle se rencontre dans kraï de Krasnodar vers Pslukh et en Adyguée vers Guzeripl.

## Description
Les mâles mesurent de 1,5 à 1,7 mm et les femelles de 1,5 à 1,8 mm.

## Systématique et taxinomie
Cette espèce a été décrite par Martens en 2006.

## Publication originale
- Martens, 2006 : « Weberknechte aus dem Kaukasus (Arachnida, Opiliones, Nemastomatidae). » Senckenbergiana Biologica, vol. 86, p. 145–210.